# Château de Wasigny
Le château de Wasigny est une maison forte, transformée en ferme, située à Wasigny, en France.

## Description

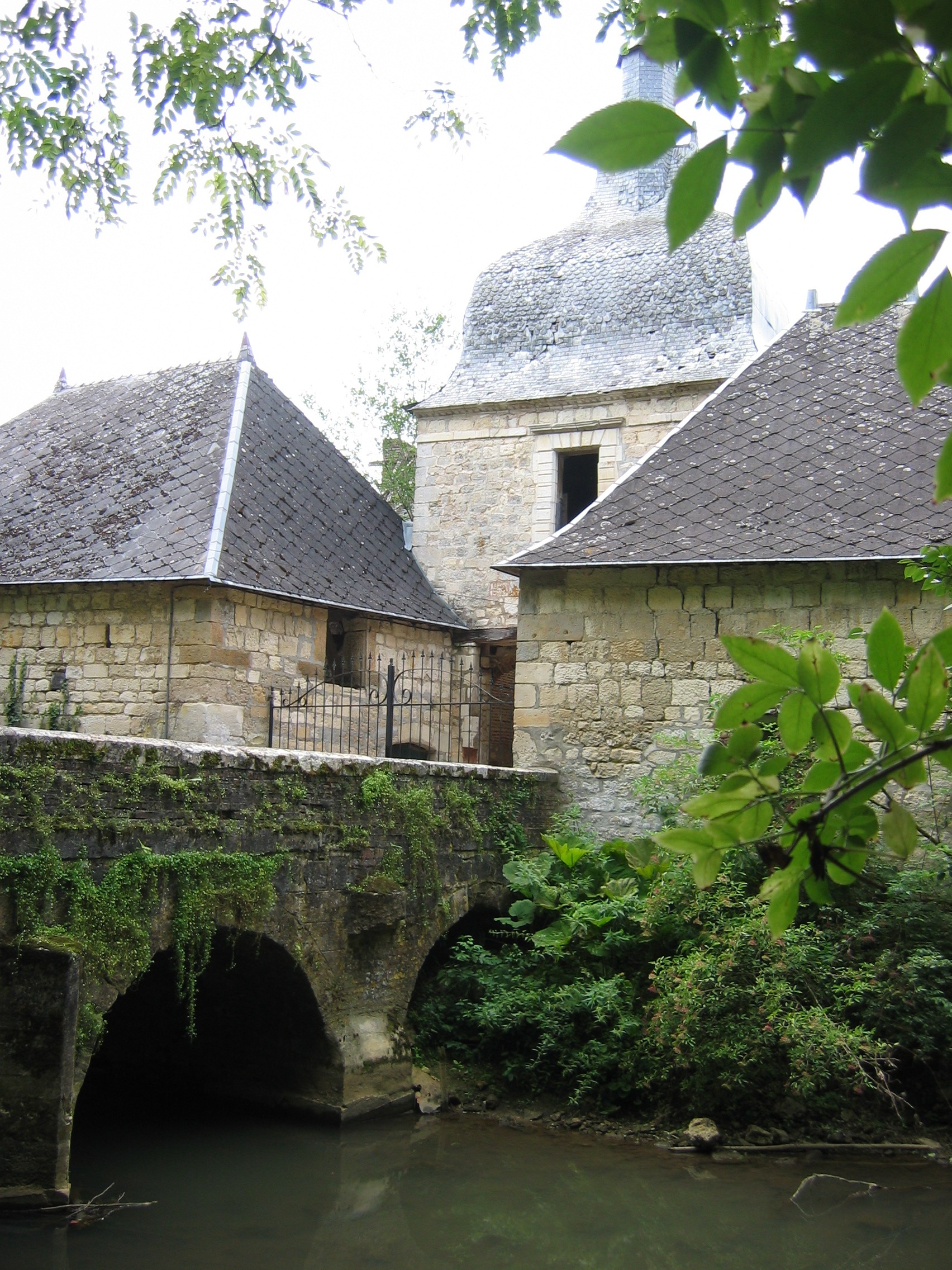
Le pont enjambant la rivière.

Un vieux pont de pierre permet de franchir la rivière de la Vaux. L'entrée est remarquable, avec un passage charretier, surmonté d'un comble en forme de carène renversée, « à la Philibert Delorme », couvert d'ardoises et surmonté d'un clocheton étroit. Les bâtiments sont du XVIIe siècle. Deux pavillons bas et dissymétriques, couverts d'ardoises également et abritant l'ancien corps de chasse et l'ancienne chapelle, encadrent cette entrée. 
À l'arrière se trouve un autre corps de bâtiment, du XVIIe siècle également. Les façades sont en briques, animées de chaînes de pierre harpées encadrant des fenêtres à linteau courbe. Les chaînes d'angle sont à refends et la travée centrale est en pierre. 
Une des tours d'angle subsiste, plus ancienne. Cette tour est probablement du XVIe siècle, avec moins d'ouverture et un vocabulaire défensif plus marqué dont des canonnières ébrasées en ovale. Les descriptions du château du début du XVIIIe siècle évoquent alors trois tours.

## Localisation
Le château est situé sur la commune de Wasigny, dans le département français des Ardennes, en sortie nord du village. L'édifice est en contrebas de la route menant à La Neuville-lès-Wasigny, le long de la rivière de la Vaux (rivière). Deux sentiers de grande randonnée, le GR 12 et le GR 654 passent à proximité.

## Historique
« Le château-ferme de Wasigny forme un imposant ensemble qui fut habité, jadis, par des personnages importants. Les noms de Thémines, de Villelongue, de Rouillé de Fontaine, de Chazel sont associées à son histoire. »

— Suzanne Briet
Un édifice antérieur figure dans les Albums de Croÿ. Il est sans doute détruit en 1617, par les troupes royales commandées par le duc de Guise et le marquis de Thémines, au moment où Louis XIII impose la fin de la régence de la reine-mère.
La seigneurie est rachetée par les Villelongue, écuyer et seigneur de Remilly, pour 17 000 livres à Louise Claude de Cauret, veuve de Charles-Philippe de Grandmont le 30 janvier 1685. Ils reconstruisent le château. Un munitionnaire et maître de forges de Signy-le-Petit l'acquiert en 1711, mais revend en 1736 à Charles de Saint-Mart, baron de Neufville, qui à son tour revend en 1760 à Pierre-Nicolas Caulet d'Hauteville. Le fils de celui-ci, Pierre Denis Caulet de Wasigny devient, en 1773, grand maître des eaux et forêts de Picardie, et le reste jusqu'à la Révolution de 1789. Il réside peu sur place. Il meurt en 1790, et laisse ses biens à sa sœur Claude-Sophie, épouse d'Alexandre Rouillé de Fontaine, militaire dans la cavalerie, seigneur de Goyencourt, dans la Somme.
En juillet 1794, le district de Rethel impose à Alexandre Rouillé de Fontaine de démolir deux tours et quatre tourelles, de fermer les meurtrières et de mettre à sec le fossé du côté opposé de la rivière, réduisant d'autant le caractère défensif du bâtiment. La famille Rouillé de Fontaine se sépare du domaine en 1911.
L'édifice est inscrit au titre des monuments historiques en 1946.